# Galagoides kumbirensis
Galagoides kumbirensis és una espècie de gàlag originària d'Angola i anomenada en referència al bosc de Kumbira (oest d'Angola). Encara que el setembre del 2013 ja s'havien identificat 36 exemplars de G. kumbirensis, fou descrit com a espècie nova el febrer del 2017 a l'American Journal of Physical Anthropology. La seva crida, descrita com «un fort crescendo de piulets amb notes llargues, seguit per un refilat cada vegada més fluix», fou suficient per distingir-lo com a espècie nova, sense necessitat de proves genètiques, a causa del seu caràcter únic.
És clarament el membre més gros de la seva família, amb una llargada de cap a gropa de 17-20 cm i una cua de 17-24 cm. És de color marró grisenc, amb la cua més fosca.
Encara que el seu estat de conservació encara no s'ha avaluat formalment, probablement està amenaçat per la desforestació a gran escala del seu medi.